# Thomas Tull
Thomas Tull (Endwell (New  York), 9 juni 1970) is een Amerikaans filmproducent.
Tull is oprichter en voormalig algemeen directeur (CEO) van Legendary Entertainment. Hij produceerde onder meer de films Pacific Rim, Godzilla en Kong: Skull Island. In 2006 produceerde hij zijn eerste film Superman Returns als uitvoerend producent.
In zijn jeugd speelde hij honkbal en American football. In 1992 studeerde hij af aan de Hamilton College (New York). Hij werd ondernemer en ging na diverse ondernemingen met zijn bedrijf investeren in de amusement-industrie. Tull begon een filmcarrière in 2005 met het filmproductiebedrijf Legendary in samenwerking met Warner Bros.. De deal met Warner werd in 2013 vervolgd met een vergelijkbare deal met Universal Pictures.
Daarnaast is hij lid van de raad van toezicht van het American Film Institute, Carnegie Mellon University en de San Diego Zoo. In 2009 werd hij mede-eigenaar van Pittsburgh Steelers, waar hij al zijn jeugd fan van is. Met zijn vermogen behoort hij bij de tien rijksten van Hollywood (2015).

## Filmografie

### Producent
- 2008: It Might Get Loud (Documentaire)
- 2011: Comic-Con Episode IV: A Fan's Hope (Documentaire)
- 2013: 42
- 2013: Pacific Rim
- 2014: 300: Rise of an Empire
- 2014: Godzilla
- 2014: As Above, So Below
- 2014: Seventh Son
- 2015: Blackhat
- 2015: Crimson Peak
- 2015: Krampus
- 2016: Fastball (Documentaire)
- 2016: Warcraft
- 2016: The Great Wall
- 2016: Spectral
- 2017: Kong: Skull Island
- 2018: Pacific Rim Uprising

### Uitvoerend producent
- 2006: Superman Returns
- 2006: The Ant Bully
- 2006: Beerfest
- 2006: 300
- 2006: We Are Marshall
- 2007: Trick 'r Treat
- 2008: 10,000 BC
- 2008: The Dark Knight
- 2009: Watchmen
- 2009: Observe and Report
- 2009: The Hangover
- 2009: Ninja Assassin
- 2009: Where the Wild Things Are
- 2010: Clash of the Titans
- 2010: Jonah Hex
- 2010: Inception
- 2010: The Town
- 2010: Due Date
- 2011: Sucker Punch
- 2011: The Hangover Part II
- 2012: Wrath of the Titans
- 2012: The Dark Knight Rises
- 2013: Jack the Giant Slayer
- 2013: The Hangover Part III
- 2013: Man of Steel
- 2014: Dracula Untold
- 2014: Interstellar
- 2014: Unbroken
- 2015: Jurassic World
- 2015: Straight Outta Compton
- 2018: Jurassic World: Fallen Kingdom